# Nicola Altini
Nicola Altini (Martina Franca, 8 marzo 1995) è uno scacchista italiano, maestro internazionale.

## Biografia
Vive a Bari, dove ha conseguito la laurea triennale in Ingegneria Informatica e dell'Automazione e la laurea magistrale in Ingegneria Informatica presso il Politecnico di Bari, rispettivamente nel 2017 e nel 2019, entrambe con la votazione di 110/110 e lode. A dicembre 2022 ottiene il titolo di Dottore di Ricerca in Ingegneria Elettrica e dell'Informazione presso il Politecnico di Bari. Da aprile 2023 è Ricercatore (RTD-A) sempre presso il Politecnico di Bari.

## Attività scacchistica
Ha partecipato a diversi campionati italiani giovanili e juniores, risultando vicecampione U18 nel 2012, campione U18 nel 2013, campione U20 nel 2014 e vicecampione U20 nel 2015. Ha partecipato a tre Campionati Europei Giovanili di scacchi (Fermo 2009, Praga 2012, Budua 2013).
Nel 2012 conquista il titolo di Maestro FIDE, e nel 2015 quello di Maestro Internazionale.
Ha partecipato a due finali del campionato italiano assoluto, Torino 2012 e Boscotrecase 2014, piazzandosi rispettivamente decimo e settimo.
Nel 2015 fa scalpore la sua vittoria contro il Super Grande Maestro francese Maxime Vachier-Lagrave, uno dei giocatori più forti al mondo.
A dicembre 2016 diventa Campione italiano FSI Blitz Online 2016.
Nel 2017 rappresenta la Nazionale Italiana alla Mitropa Cup.
Nel maggio 2019 vince a Montesilvano il Campionato Italiano Rapid con 8 punti su 9.
A maggio 2024 si classifica secondo a Empoli sia al Campionato Italiano Blitz che al Campionato Italiano Semilampo, in entrambi i casi preceduto dal Grande Maestro Francesco Sonis.
Nel 2025, a Parma, vince nuovamente il Campionato Italiano Rapid, con 7.5 su 9. Si classifica nuovamente secondo al Campionato Italiano Blitz. Inoltre, si classifica secondo anche al Campionato Italiano di Scacchi960. 

## Partite Notevoli
Altini - Vachier-Lagrave 1-0, Civitanova 2015.